# Michèle Moser
Michèle Moser (n. 14 februarie 1979, Glarus⁠(d), Cantonul Glarus, Elveția) este o jucătoare de curl ce a reprezentat Elveția, medaliată olimpică. A participat la o ediție a Jocurilor Olimpice (2006) în care a câștigat o medalie de argint.

## Participări
Lista de mai jos prezintă principalele competiții la care a participat Michèle Moser de-a lungul carierei.
- Curling ai XX Giochi olimpici invernali[*]